# Novăcești (okręg Alba)
Novăcești – wieś w Rumunii, w okręgu Alba, w gminie Bistra. W 2011 roku liczyła 22 mieszkańców.